# Partido Republicano de Alemania (1924)
El Partido Republicano de Alemania (en alemán: Republikanische Partei Deutschlands) fue un pequeño partido político alemán, que sólo existió entre 1923 y 1924.
Antes de su fundación, ya existían las peores crisis de la República de Weimar, como por ejemplo la ocupación del Ruhr por Francía, movimientos separatistas en la Provincia del Rin, que culminaron temporalmente en una proclamación de una República Renana independiente, el clímax de la inflación, y el fallido golpe de Estado de Hitler en 1923 en Múnich.
Los fundadores querían lograr la meta de forzar la supervivencia de la joven república. Al mismo tiempo pensaban que los partidos de la República de Weimar fracasaron en ese ejercicio.
La iniciativa de crear el partido fue de un grupo pequeño intelectual de Berlín. Algunos de ellos eran Berthold Jacob, Carl von Ossietzky, y Karl Vetter.
El 6 de febrero de 1924, el círculo de fundadores publicó un llamamiento a la renovación política titulado "Politische Erneuerung". No lograron ganar nuevos miembros. Tampoco pudieron obtener nuevos seguidores del partido DDP, excepto unos excepciones. Al principio el programa del partido fue ambivalente, y podía ser clasificado como pacifista o liberal. Fritz von Unruh, Stefan Großmann, Walter Hammer, Walter Mehring, y Erich Weinert eran algunos de sus editorialistas y escritores. En la directiva había gente como Vetter, y Unruh, pero también el jurista Hans Simons y Wilhelm Westphal. Antiguos miembros del SPD y del DDP también formaron parte del partido.
En las elecciones federales del 4 de mayo de 1924 el RPD participó en 24 de 35 de los distritos electorales con sus propias listas de candidatos. Logró obtener 45 722 votos (0,2 %). En su bastión del Gran Berlín obtuvo sólo 0,6 %, demasiado poco para haber ganado un escaño. Después de sus malos resultados, muchos de sus fundadores salieron del partido. Bajo el mando de Manfred George, el partido casi ya no hacía nada y se dice que fue disuelto en el mismo año.